# NEWS
NEWS (ニュース Nyūsu?) es una boy band japonesa integrada por Keiichirō Koyama, Takahisa Masuda y Shigeaki Katō. El nombre del grupo es un acrónimo basado en los puntos cardinales en inglés (North, East, West, South) y sus lugares de donde provienen los miembros. Formado en 2003 por Johnny Kitagawa como un grupo de nueve miembros bajo la etiqueta de Johnny's Entertainment, NEWS publicó un sencillo promocional, NEWS Nippon que fue utilizado para la Copa del Campeonato Mundial de Voleibol. En 2004, Takahiro Moriuchi abandonó el grupo y los ocho miembros restantes lanzaron su primer sencillo Kibō: Yell que debutó en el primer puesto de las listas Oricon.
En 2006, el grupo lanzó su sencillo quinto número uno consecutivo Sayaendō/Hadashi no Cinderella Boy con seis miembros del grupo, habiendo una controversia sobre la continuación de los miembros Hiroki Uchi y Hironori Kusano. Después de una breve pausa, lanzaron su séptimo sencillo número uno "Hoshi o Mezashite" (星をめざして?). En 2008 lanzaron su décimo sencillo Happy Birthday haciendo a NEWS el segundo grupo japonés después de sus compañeros de sello discográfico KinKi Kids en tener diez número uno de sencillos desde su debut.  NEWS volvió como cuarteto después de que Ryo Nishikido y Tomohisa Yamashita dejasen el grupo en 2011. En 2020 el grupo se convirtió en un trío después de la salida de Yuya Tegoshi.

## Discografía

### Álbumes
- [2005.04.27] Touch
- [2007.11.07] Pacific
- [2008.11.19] Color
- [2010.09.15] LIVE
- [2013.07.17] NEWS
- [2015.02.25] WHITE
- [2016.03.09] QUARTETTO
- [2017.03.22] NEVERLAND
- [2018.03.21] EPCOTIA
- [2019.02.20] WORLDISTA
- [2020.03.04] STORY
- [2022.08.17] Ongaku
- [2023.08.09] NEWS EXPO

### Compilados
- [2012.06.13] NEWS BEST

### Sencillos
- [2003.11.07] NEWS Nippon
- [2004.05.12] Kibou ~Yell~
- [2004.08.11] Akaku Moyuru Taiyou
- [2005.03.16] Cherish
- [2005.07.13] TEPPEN
- [2006.03.15] Sayaendou/Hadashi no Cinderella Boy
- [2007.03.21] Hoshi wo Mezashite
- [2007.11.07] Weeeek
- [2008.02.27] Taiyou no Namida
- [2008.05.08] SUMMER TIME
- [2008.10.01] Happy Birthday
- [2009.04.29] Koi no ABO
- [2010.03.24] Sakura Girl
- [2010.11.03] Fighting Man
- [2012.07.18] Chankapaana
- [2012.12.12] World Quest/Pokopon Pekorya
- [2014.06.11] ONE -for the win-
- [2015.01.07] KAGUYA
- [2015.06.24] Chumu Chumu
- [2016.01.20] Hikari no Shizuku / Touch
- [2016.07.13] Koi wo Shiranai Kimi e
- [2017.02.08] EMMA
- [2018.01.17] LPS
- [2018.06.27] BLUE
- [2018.09.12] Ikiro
- [2019.06.12] Top Gun / Love Story
- [2020.12.23] Beautiful / Chincha Umakka / Kanariya
- [2021.06.30] BURN
- [2021.11.17] Mirai e / Reborn
- [2022.06.15] LOSER / Sanjushi
- [2023.11.22] Gifted

### Conciertos
- NEWS Nippon 0304
- Summary of Johnny's World (con KAT-TUN y Ya-Ya-Yah)
- Never Ending Wonderful Story DVD
- NEWS Concert Tour Pacific 2007-2008: The First Tokyo Dome Concert
- NEWS Winter Party Diamond DVD
- NEWS Dome Party Live! Live! Live! DVD!
- NEWS Live Tour 2012 Utsukushii Koi ni Suruyo DVD
- NEWS 10th Anniversary in Tokyo Dome
- NEWS LIVE TOUR 2015 WHITE
- NEWS LIVE TOUR 2016 QUARTETTO
- NEWS LIVE TOUR 2017 NEVERLAND
- NEWS ARENA TOUR 2018 EPCOTIA
- NEWS 15th Anniversary LIVE 2018 "Strawberry"
- NEWS DOME TOUR 2018-2019 EPCOTIA -ENCORE-
- NEWS LIVE TOUR 2019 WORLDISTA
- NEWS LIVE TOUR 2020 STORY
- NEWS LIVE TOUR 2022 Ongaku
- NEWS LIVE TOUR 2023 NEWS EXPO